# Droit du mariage dans la tradition musulmane
Le mariage (en arabe : الزّواج, az-zawāj, ) est, en droit musulman, l'union d'un homme et d'une femme. À la différence du christianisme catholique et orthodoxe, l'islam ne considère pas le mariage comme une institution ou un sacrement interdisant le divorce, mais comme un contrat de droit privé régi par des dispositions d'ordre public et susceptible de dissolution. De ce fait, une forte tradition existe aujourd'hui dans les aires culturelles où cette religion a étendu son influence, ainsi qu'un droit spécifique, qui diverge cependant selon les régions en fonction des coutumes locales et de la jurisprudence développée au cours du temps, qui diffère en particulier selon les écoles juridiques (madhhab) et selon le rapport adopté vis-à-vis du droit musulman traditionnel (le Code du statut personnel marocain de 1956 s'écarte par exemple de façon importante de la tradition[réf. nécessaire]).

## Histoire du mariage musulman (Zawaj)
Suivant la tradition inventée au IIe siècle de l'hégire par des persans, la condition féminine en période préislamique, dominée par le patriarcat, était déplorable. Les nikâh nurfi, nikâh mut'a, nikah ijtimah (mariage temporaire) auraient été courants (bien que la polygamie aurait été, en réalité, rare, selon certains historiens ). Ces coutumes étaient liées à la propension voyageuse des Arabes de l'époque qui considéraient les besoins sexuels comme nécessaires et légitimes pour un homme. Dans la période pré-islamique, au décès de son mari, la femme passait à son héritier le plus proche, qui pouvait se marier avec elle ou la marier avec un autre (Coran, IV-20)  (voir mariages arabes préislamiques).
Les prescriptions du Coran ont alors rééquilibré les rapports hommes-femmes, en accordant notamment à la femme mariée une personnalité juridique distincte et séparée, et la dotant d'un patrimoine propre qu'elle est libre d'administrer (il n'y a pas de communauté de biens, mêmes meubles, dans le mariage musulman) . 
Le Coran fixe des normes sur le mariage pour protéger la femme de toutes les « perversions » antérieures, notamment en interdisant certains mariages consanguins ou non; rend obligatoire la dot (mahr) qui entre dans le patrimoine personnel de la femme (dans la période préislamique, la dot était attribuée aux parents ), recommande le douaire; reconnait la polygamie, toutefois limitée à quatre épouses; mais donne un statut différent à l'homme, par exemple pour le divorce. Enfin, l'héritage, influencé par le régime patriarcal, favorise les proches masculins sur les proches féminins, tout en répondant à des règles complexes (Voir Droit musulman des successions)

## Obligations des conjoints
La femme peut travailler si son mari l'y autorise et peut utiliser son pécule comme bon lui semble; son mari n'a aucun droit sur son patrimoine personnel. La femme peut, par contre, exiger du mari qu'il subvienne à l'entretien du ménage . Quelle que soit la fortune de la femme, ces charges reposent sur le mari . Seul le rite malékite prévoit une exception à cette règle, interdisant la femme de donner à autrui plus d'un tiers de ses biens sans l'autorisation de son mari .
L'homme a six obligations principales envers son épouse :
- le devoir de cohabitation ;
- le devoir conjugal ;
- la fidélité
- le partage des nuits (en cas de polygamie, le maximum étant de quatre femmes) ;
- le devoir d'entretien (nafaqa) ;
- l’abstention de tous sévices ;
- le maintien des relations de l'épouse avec sa famille.

La femme a cinq obligations :
- l’obéissance envers son mari (conditionnée par le respect du culte et devoirs obligatoires cités par la révélation et par le 'urf (bienséance et coutûmes) de l'époux) ;
- l’habitation au domicile conjugal ;
- la fidélité (ce principe n'a pas été codifié dans le droit positif contemporain des États musulmans)
- l’autorisation maritale pour disposer par contrat (cette obligation ne résulte que du droit malékite classique, lorsque la femme veut donner plus d'un tiers de ses biens à un autre; ces dispositions n'ont pas été reproduites dans le droit positif contemporain, et tous les codes d'Afrique du Nord posent a contrario le principe de pleine capacité de la femme mariée [6])..

## Filiation et héritage
Le mariage, pierre angulaire de la société selon la conception du droit musulman, détermine la filiation légitime[réf. nécessaire], ainsi que le droit des successions. Tout enfant né de relation extra-maritale n'est ainsi pas reconnu[réf. nécessaire], conduisant à des situations difficiles (certains pays, comme la Tunisie, ont rompu avec cette tradition: voir filiation en Tunisie). De même, l'adoption n'est pas reconnue, le régime de la kafala la remplaçant (l'adopté ne reçoit pas le nom de son adoptant).
Selon les écoles juridiques, la durée présumée de la grossesse peut être plus ou moins longue: cette fiction juridique, dite de l'« enfant endormi, » permet de contourner l'institution d'enfants naturels dans des conditions limites (père en voyage durable, après un divorce, etc.). Ainsi, les hanafites considèrent que la grossesse peut durer deux ans; les chaféites et les hanbalites quatre ans, et les malékites de quatre à cinq ans .

## Cérémonie de mariage
Les conditions du mariage sont le consentement et présence du tuteur de la mariée qui peut se faire représenter (acte écrit de procuration), l'acceptation des deux époux, le mahr de l'époux à l'épouse et plusieurs témoins. Le contrat de mariage n'est pas obligatoire dans le mariage musulman.  
L'homme et la femme qui vont se marier expriment, devant le tuteur de la mariée (son père ou son frère, ou un mahram de la lignée paternelle dans l'ordre de priorité ou un wali, juge musulman qui a un pouvoir de contrainte ou exécutif sur ses administrés, tout autre wali est nul et non avenu ) et au moins deux témoins musulmans, connus pour leur bonne moralité, sains d'esprit et n'étant pas frappés d'interdiction du témoignage, leur vœu de vivre comme mari et femme. Les témoins et toute personne présente, doivent évaluer si les conditions premières sont respectées et se désolidariser du témoignage s'ils estiment que les conditions de validité comme l'irrespect des pratiques obligatoires du culte de l'époux ou l'épouse ne sont pas présentes pour rendre le mariage viable. Dans certains pays, notamment en diaspora, les musulmans font appel à l'imam, ou n'importe quel homme choisi pour sa piété et son autorité sur les administrés musulmans, qui est rencontré un mois avant la cérémonie. Cette rencontre n'est pas une nécessité. 
Le mariage peut être célébré à la mosquée ou au domicile de l'un des futurs mariés, ou de leurs parents ce qui est le cas le plus fréquent. 
Cela dit pour respecter les droits et usages selon la tradition, sans rendre annulatif le mariage, il est devenu nécessaire de faire des actes écrits reconnus par les juridictions qui ont un accord avec les pays de résidence. Le mariage dans des mairies ou devant un qadi d'un pays pratiquant le droit musulman  comme garantie (mariage civil) permet de respecter les règles. Dans certains cas il est également possible de se marier via les consulats pour les ressortissants étrangers. 
Il est aussi fortement conseillé, avec une notion de "perfection" et de tranquillité de faire un contrat écrit avec la présence de notaires et d'huissiers dans le cas où les mariés ont un patrimoine important, ont eu un précédent mariage avec des héritiers qui souvent constituent un obstacle au bon déroulement de la vie commune et de l'héritage lors du décès de leur parenté.
Un imam ou prédicateur peut être invité pour venir faire un rappel spirituel et revoir avec les époux s'ils connaissent bien leurs devoirs respectifs, les règles de la vie commune et du divorce selon les textes et peut également prendre d'eux leur engagement en jurant de leur véracité quant à leur situation et les conditions particulières qui ont été négociées entre les époux.  En effet le wali a une obligation de faire vérifier que les conditions de validité du mariage sont bien respectées, que le mari est véridique dans ses propos et ses engagements entre autres, lors de la cérémonie. Cela dit, le mariage peut être reconnu valide sans la présence de l'imam, ce n'est pas une obligation.
Ces deux personnes se seront également, au préalable, mises d'accord sur un montant précis (mahr), que le mari devra donner à sa femme en présence des témoins le jour du mariage.  
Dans certains pays l'usage veut que le douaire soit également évoqué oralement lors de la prononciation des vœux de mariage entre les deux personnes. Par le douaire, l'homme témoigne de son affection pour la femme avec qui il se marie (c'est un présent) ; il témoigne aussi de son engagement dans cette relation (qui n'est pas temporaire mais perpétuelle) ; enfin il montre, en donnant ce présent, qu'il va, conformément, continuer à dépenser de ses biens pour subvenir aux besoins de la femme qu'il épouse. 
De même le responsable (wali) de la femme donne oralement son consentement de marier l'homme et la femme en leur demandant à chacun s'ils acceptent de se marier ensemble comme mari et femme, rappelle les éventuelles conditions du contrat, conclu avec toutes les parties voulues, etc. Ou bien les deux personnes elles-mêmes font verbalement vœux d'accepter de vivre ensemble comme mari et femme, avec l'accord du responsable.

## Mariages requalifiés en adultère
Outre le mariage classique, d'autres formes de mariages arabes préislamiques ont été abolies par Mahomet. Requalifiés en adultères, ces pseudo-mariages sont passibles de la peine de mort.

### Tahlil, al-tays al-musta’ar
Ce type de mariage signifie mariage visant à rendre licite une femme divorcée car le Coran interdit au mari de reprendre sa femme répudiée avant qu'elle n'ait été mariée avec un autre et que ce dernier mariage n'ait été dissout (2:230). Ceci vise à le faire réfléchir avant de répudier[pas clair]. 
Les pays arabes ont adopté dans leurs lois cette norme, à l'exception de la Tunisie. En Égypte, le code de Qadri Pacha dit: "Le mari qui aura répudié définitivement ou trois fois sa femme libre ne pourra la reprendre qu'après qu'elle aura été légitimement mariée et que le second mari l'aura répudiée à son tour ou sera décédé après la consommation du mariage, et qu'elle aura laissé écouler le délai prescrit pour la retraite" (article 28). Une norme similaire se retrouve dans les codes de la famille du monde arabe.
Pour qu'une femme répudiée soit licite à son mari, il faut qu’il y ait mariage et des relations sexuelles, sans nécessairement y avoir d'éjaculation. Un coïtus interruptus suffirait et le mariage doit être fait avec un musulman. 
Ainsi, si un musulman répudie une chrétienne, et que cette dernière épouse un chrétien qui divorce à son tour, la femme ne devient pas pour autant licite au premier. D'autre part, le deuxième mariage doit être valide pour que le mariage suivant le soit.
Le mari, cependant, parvient à détourner cette norme en se mettant d'accord avec quelqu'un (halal) pour qu'il épouse sa femme et divorce sans consommer le mariage. Le Prophète a maudit les deux. Le calife Omar disait: "Amenez-moi quelqu’un qui rend licite, et celui à qui il rend licite le remariage et je les lapiderais tous les deux". On appelle l’homme qui rend licite la femme al-muhallil et dans le dialecte al-tays al-musta’ar (bouc d’emprunt).
Les juristes classiques sont partagés sur la validité de ce mariage et du remariage. Ils estiment que si le halal se marie sans indiquer l’intention, le mariage est valable et le mariage qui le suit l’est aussi. Si par contre, l'homme ou la femme annonce l’intention, certains estiment que les deux mariages sont valides avec répugnance. D'autres pensent que le deuxième mariage est valide, mais le suivant ne l’est pas. 
Dans un cas pareil, l'intention du second mari (Etays el musta'ar) est forcément de répudier la femme au lendemain de son mariage soit parce que le mari de celle-ci s'est entendu avec lui soit c'est la femme ou un membre de sa famille s'est mis d'accord avec ce faux mari, dans les deux cas aucun imam ni aucun savant ou théologien ne peut dire que le mariage est valide même en l'absence de la connaissance des intentions de l'une des trois parties. Ce mariage et le suivant ne peuvent être reconnus car basés sur un faux suivant le dire du Prophète "Ce qui est bâti sur la traitrise (ici les véritables intentions du faux mari) est illicite*".
Les malékites estiment un tel mariage invalide et soit est annulé automatiquement ou il faut procéder à sa dissolution, qu’il y ait eu consommation ou pas. On tient compte non pas de l’intention de la femme, mais de celle du mari. Les hanbalites préfèrent écarter le doute et : Un tel mariage tahlil est d'office invalide, que la personne ait déclaré l’intention ou pas. Pour que le mari puisse reprendre sa femme, il faut que cette dernière ait épousé un homme qui veut sincèrement la prendre comme épouse, et non pas pour la rendre licite à son ex-mari.

### Nikah urfi
Ce mariage consiste en un mariage qui a pour condition, entre autres, plusieurs témoins et un contrat. L'époux ne doit pas toutes les obligations[non neutre][Lesquelles ?]. Il est originaire d'Égypte[réf. nécessaire], où il est encore pratiqué[source insuffisante].[Quoi ?][Passage problématique]

### Nikâh al Misyar
Le Nikâh al Misyar (de l'arabe misyar, voyageur) est une tradition de mariage sunnite contestée.
S'il est reconnu par de nombreux oulémas, il est contesté par les chiites qui le considèrent comme une Bidʻah et par certains sunnites[Qui ?] qui déplorent d'une part les dérives[Lesquelles ?] et les injustices qu'il occasionne. 
C'est ainsi que des savants et juristes musulmans ne l'ont rendu valide qu'avec l'aval d'un émir et d'un juge musulman qui sont les seuls à consentir à une telle union en imposant des garanties aux wali et à la femme qui acceptent une telle transaction. 
Et ce afin de respecter la révélation qui en réalité conditionne toutes les permissions et les rendent impossibles voire illicites dès que les conditions de statut, d'équité et de préservation des droits de la femme, d'enfants, et de toutes personnes en état de minorité sont menacés par des hommes qui ne sont pas dignes de confiance, ou dont on ne connait pas les mœurs. Quant à ceux qui sont reconnus comme pervers, menteurs, ils sont interdits d'être mariés à des femmes chastes et pieuses.
C'est ainsi que le Nikah Misyar est un contrat qui n'est validé qu'au regard d'une situation qui l'exige et rendu possible par un chef de tribu, de clan ou un émir, un juge qui ont tous pouvoir de contrainte ou d'exécution quand bien même le wali est consentant. Le statut de la mariée doit être de condition supérieure sur le plan matériel et celle-ci doit subir une évaluation "psycho-affective" pour s'assurer que les conditions du Nikah Misyar sont adaptées à sa situation.
Aussi les mariés doivent justifier des "bénéfices" réels d'un tel mariage certes permis mais qui en réalité de nos jours est détourné de sa fonction première et est en réalité un pacte de concubinage qui ne remplit absolument pas son rôle. Ce dernier est aussi une négociation pour des mariages en fin de vie avec comme condition l'absence des devoirs nuptiaux en échange de devoirs matériel pour permettre d'autres remariages à l'homme et éviter les pertes financières d'un divorce et maintenir la femme sous son joug. 
Dans sa forme, le Nikah Misyar est considéré comme montage juridique basé sur le contrat de mariage islamique usuel, dans lequel la femme renonce dès le début ou après un mariage classique, à un certain nombre de droits avec le consentement du wali et le mari. Tels que la cohabitation, le partage égal des nuitées du mari entre épouses, le domicile, l'entretien financier, etc. 
Ce mariage est souvent un remariage ou l'abandon de certains droits matériels d'avec la première épouse qui a besoin d'une protection, ou en vertu des enfants communs pour retenir un mari qui avait opté pour le divorce en premier lieu (Sourate An-Nisa - 128-130 ) mais qui renégocie avec l'aval d'un tuteur qui va se charger de veiller à ce que la femme ne soit pas lésée lors des allées et venues du mari qui sont rendues possibles sans besoin qu'elle se couvre ou se cache. La condition impérative est que cela comporte un  bénéfice réel qui ne nuit pas à l'épouse  ni aux enfants ou à l'homme et une nouvelle épouse (il est interdit de cacher un tel compromis au wali et à une prétendante que l'homme veut marier alors qu'il pratique un misyar, cela est une raison valable d'annulation de mariage avec compensation).  
Cumuler le misyar pour faire une polygamie est évidement interdit dans les pays qui interdisent la polygamie car il n'y a pas la condition de l'équité,  d'autant plus si la première est "civilement" mariée et n'a plus de relations intimes, c'est la femme qui préserve la chasteté de l'homme qui a le plus de droits qu'elle aie des enfants ou non. En effet un homme n'a pas besoin d'un nikeh misyar pour soutenir et subvenir aux besoins d'une ex épouse surtout s'il n'y a pas de bénéfices évidents venant de l'homme, comme une science ou un statut important dans les affaires des musulmans, et le cadi a droit de mettre fin à un tel compromis si en plus il donne lieu à des mensonges et des injustices, il devient interdit de le pratiquer. 
Pour ce qui est de l'intention de retenir une femme par un misyar afin qu'elle ne remarie pas, ou de retenir des biens matériels que l'honne ne veut pas "céder" ceci est illicite et Allah a mis en garde les hommes qui ont cette intention, aucune bénédiction ne peuvent entrer dans un foyer ou les règles divines sont détournées par avarice et par injustice.    
Ce type de mariage est en expansion dans des pays comme l'Arabie saoudite, le Koweït, les Émirats arabes unis, l'Égypte, etc., du fait de l'augmentation du montant des dots, de la difficulté à trouver un logement ou d'avoir un salaire régulier dans une société qui interdit les relations sexuelles hors mariage, et à des injustices lorsqu'il est conclu pour pouvoir se marier avec une autre femme. 
Ceci à mené à des situations sociales et juridiques conflictuelles et scabreuses qui sont à l'image des buts réels à l'opposé de ce que le prophète a pratiqué, et des moyens de protection de la famille, des droits des femmes permis par les textes coraniques.
Les enfants issus de ces mariages n'ont pas de repères ni de droits bien définis.

### Mut'a
Certaines communautés chiites (duodécimains surtout) pratiquent le Mut'a, ou contrat de mariage temporaire (aussi appelé mariage de jouissance ). Le Coran en fait mention dans la Sourate 4 verset 24 :
« A part cela, il vous est permis de les rechercher, en vous servant de vos biens et en concluant mariage, non en débauchés. Puis, de même que vous jouissez d’elles, donnez-leur leur mahr comme une chose due. Il n’y a aucun péché contre vous à ce que vous concluez un accord quelconque entre vous après la fixation du mahr Car Allah est, certes, Omniscient et Sage. »
Ibn Kathîr dit dans son exégèse :
« Sans doute ceci prouve que le mariage de jouissance ou temporaire -était toléré au début de l’ère islamique, mais, plus tard, il fut abrogé. D’après Chafé'i et d’autres ulémas, ce mariage était toléré et abrogé deux fois, l’une après l’autre. Mais l’imam Ahmed le trouve permis dans certaines circonstances et en cas de nécessité. Ce qui est plus correct, c’est qu’il est abrogé pour de bon d’après ce hadith cité dans les deux Sahihs et rapporté par Ali Ben Abi Taleb: «L’Envoyé de Dieu -qu’Allah le bénisse et le salue- nous a interdit le jour de Khaibar le mariage de jouissance et la consommation de la viande des ânes domestiques». On trouve également dans le Sahih de Mouslim ce hadith rapporté par le père de Ma'bad Al-Jouhani, qui a participé à la conquête de La Mecque, où l’Envoyé de Dieu -qu’Allah le bénisse et le salue- a dit: «Hommes! Je vous ai toléré de conclure un mariage de jouissance avec les femmes, mais sachez que Dieu l ’a interdit jusqu’au jour de la résurrection. Quiconque a de telles femmes, qu’il les libère et qu’il ne reprenne rien de ce qu'il leur avait donné. » 
Dans ce mariage, plusieurs règles sont à considérer, par exemple, si la fille n'est pas mariée, elle peut se marier temporairement avec l'accord de son père.
Ce type de mariage est condamné non seulement par les oulémas sunnites (90 % des musulmans) mais aussi par des communautés chiites comme les Tayybi qui le considère hérétique. Selon la tradition sunnite, le mut'a a été abrogé par Ali : « On rapporte de Ali que le Prophète avait interdit le mariage temporaire et la viande des ânes domestiques le jour de la bataille de Khaybar ». Les religieux duodécimains réfutent cette décision d'interdiction considérant qu'elle est inspirée d'un faux hadith. Mohamed Tahar Ben Achour défendrait le point de vue du faux hadith[réf. nécessaire].

## Annulation du mariage
Le mariage peut être déclaré nul (caduque) sans besoin de formuler un divorce :
- en cas d'empêchement non-respecté (parenté par le sang ou par le lait, alliance en ligne directe, relations sexuelles illicites, etc.)[13] ;
- en absence de consentement du wali, ou des prétendants[13] ;
- si la dot n'a pas été accordée, ou de façon non-intégrale [13] ;
- en cas de non-respect des formalités du mariage tel que l'absence d'affiliation à la religion et de pratique cultuelle d'un des époux, absence ou carence de tuteur tels que conditionnés par la sunnah, et les textes.

On distingue le mariage nul (nikâh bâtil) du mariage irrégulier (nikâh fâsid) .  
Les mariages entachés de vices du consentement entrent dans cette dernière catégorie . 
L'erreur sur la personne physique n'est prise en compte que s'il s'agit de défauts cités par la loi que ; l'erreur sur les qualités morales de la personne est prise en compte s'il s'agit de tromperie volontaire et que les intentions sont découvertes une fois le mariage validé. Pour les autres, elle constituent un motif de divorce avec réparation, compensation, punition obligatoire décidé par le sultan ou son représentant, souvent un qadi (juge) et le wali lorsque celles-ci ont été discutées lors de la demande en mariage, qu'elles aient été indiquées le jour du mariage avec les témoins ou qu'elles sont inscrites dans une charte de vie commune et d'un contrat de mariage. 

## Talâq
Les hommes comme les femmes ont la possibilité de divorcer en islam. L'islam connaît la répudiation des femmes par les hommes mais aussi, si les conditions requises sont remplies, le divorce demandé par la femme. 
Le mariage n'est pas considéré comme un sacrement, mais comme un contrat conclu entre deux personnes consentantes; le divorce est donc rupture du contrat. Ce contrat doit nécessairement avoir comme objectif, au moment de sa conclusion, de durer de façon indéfinie (à l'exception du mut'a pour certains chiites).
Le divorce, s'il est une chose possible, ne doit se produire qu'en dernier recours. Le Prophète a rappelé le processus de divorce mentionné dans le coran par la prononciation verbale via une formule de répudiation claire et sans équivoque, devant deux adala (témoins de moralité) dans une période définie par Dieu dans la sourate A'Talaq, qui sera la première étape de fin de la vie commune. Cette prononciation en bonne et due forme fait suite à une médiation, ou un arbitrage avec des proches ou des figures d'autorité qui ont tenté une conciliation. Mais cet médiation bien que commandée par Dieu dans les versets du coran, n'invalide pas le divorce. Une fois que l'on fait venir des témoins de moralité et que l'homme prononce la formule de répudiation, la femme entre en période de 'idda, période de retraite ou de continence, ou délai de viduité (qui permet notamment d'éviter, au cas où la femme enfante, qu'on attribue cet enfant à un autre homme qu'au mari) .  
En outre, afin de préserver la femme contre des abus fréquents dans les temps pré-islamiques, le Prophète a ajouté que la troisième répudiation rendait celle-ci définitive empêchant le mari de maintenir sa femme dans un état intermédiaire. 
Il y a ainsi deux répudiations, dites révocables (radj'î), suivie d'une troisième, irrévocable (bâ'in). « La répudiation révocable est donc conçue comme un moyen de protéger le mariage de la répudiation irrévocable comme une protection de la femme. » 
Toutefois, les populations contemporaines du Prophète de l'islam s'étant opposé à cette nécessité de réitérer la répudiation, l'usage a progressivement glissé vers une innovation, une répudiation unique, en utilisant la triple formule (simultanée). Cette pratique coutumière que certains pays ont entériné est totalement contraire au Coran et aux hadîths . 
Beaucoup de juristes n'ont jamais statué vers l' ijmâ' (consensus savant), mais l'ont classé bidʻah (innovation blâmable qui conduit à l'égarement), tout en le tolérant. Cela dit, la prononciation du talaq sans témoins étant également une innovation, elle a au fil du temps été admise, et c'est cela qui a permis les formulations "interdites" d'émerger au gré des impulsions d'hommes qui ne connaissent pas les règles du mariages et du divorce que par la voie de coutumes entérinés par des efforts d'interprétations "humaines" qui sont passés de postures minoritaires à accomodation majoritaire donnant les dérives que les sociétés musulmanes connaissent actuellement. 
À la troisième répudiation, l'homme ne peut plus revivre avec sa femme et elle lui est définitivement étrangère. 
Selon le Coran, il ne peut la ré-épouser que si celle-ci a entretemps ré-épousé un autre homme, puis divorcé. À cette norme, la jurisprudence a ajouté l'obligation de consommer le mariage effectué dans l'intermède. La répudiation pour les mariages temporaires est définitive et unique.
Au Maroc, la réforme du droit de la famille (Moudawana) a autorisé les femmes à décider d'elles-mêmes du divorce (l'art. 71 permet le khul'). C'est aussi autorisé en Égypte.

## Mariage en Inde et au Pakistan
Le Dissolution of Muslim Marriages Act de 1939 , loi sur les divorces passé dans l'Inde britannique, est un « véritable code du mariage musulman » (François-Paul Blanc, 2007 ), qui a été entériné par le Pakistan après la partition, et amendé par une ordonnance du 2 mars 1961 . Amendé[Comment ?], il est aussi en vigueur en Inde pour ce qui concerne les citoyens musulmans .